# 池上正 (サッカー指導者)
池上 正（いけがみ ただし、1956年10月31日 - ）は、大阪府出身のサッカー指導者。日本サッカー協会（JFA）公認A級（U-12）およびJFA公認キッズリーダーインストラクターのライセンスを保有している。

## 経歴
大阪府の出身。大阪体育大学卒業後からサッカー指導者となり、大阪YMCAでキッズ部門の指導を担当した。2002年、ジェフユナイテッド市原（現：ジェフユナイテッド市原・千葉）の育成・普及部コーチに就任、その後もアカデミー育成コーチを務めた。
2011年1月に千葉のコーチを退任。その後、自ら「特定非営利活動法人I.K.O.市原アカデミー」を立ち上げた。また、同年はVONDS市原の監督も務めた。
2012年2月、京都サンガF.C.のホームタウンアカデミーダイレクターに就任。2015年から京都の普及育成部の部長に就任した。2016年をもって契約満了により京都の普及部部長を退任した。
現在、I.K.O市原アカデミーで狭山市立南中学校で小学生と中学生に対し、無料でサッカースクールを行っている。

## 著書
- 『サッカーで子どもをぐんぐん伸ばす11の魔法』小学館、2008年1月28日。ISBN 9784098401086。
- 『叱らず、問いかける　子どもをぐんぐん伸ばす対話力』廣済堂出版、2013年4月。ISBN 9784331517123。
- 『「叱らない」育て方 「自分からやる子」に変わる7つの方法』PHP研究所、2014年2月。ISBN 9784569761428。